# Lensia subtiloides
Lensia subtiloides is een hydroïdpoliep uit de familie Diphyidae. De poliep komt uit het geslacht Lensia. Lensia subtiloides werd in 1908 voor het eerst wetenschappelijk beschreven door Lens & van Riemsdijk. 